# Шахба (район)
Шахба (араб. شهبا‎) — район (минтака) в составе мухафазы Эс-Сувейда, Сирия. Административным центром является город Шахба.

## География
Район находится на юге Сирии. На севере и востоке граничит с мухафазой Дамаск, на юге с районом Эс-Сувейда,а на западе с мухафазой Даръа.

## Административное деление
Район разделён на 4 нахии.
| Нахия             | Административный центр | Население (2004 г.), чел. | Карта |
| ----------------- | ---------------------- | ------------------------- | ----- |
| Шахба             | Шахба                  | 31 657                    |       |
| Шагга             | Шагга                  | 15 849                    |       |
| Эль-Арига         | Эль-Арига              | 11 723                    |       |
| Эс-Сура-эс-Сагира | Эс-Сура-эс-Сагира      | 12 720                    |       |